# 舌唇兰
舌唇兰（学名：Platanthera japonica）为兰科舌唇兰属下的一个种。

## 扩展阅读
維基物種上的相關：舌唇兰